# HD 187085
HD 187085 – gwiazda ciągu głównego, oddalona od Ziemi o około 147 lat świetlnych, położona w gwiazdozbiorze Strzelca. Gwiazda jest młodsza od Słońca – jej wiek wynosi około 3,3 miliarda lat, a jej masa stanowi 1,22 masy Słońca. 
Posiada planetę HD 187085 b, której masa wynosi ok. 0,75 masy Jowisza. Krąży ona w średniej odległości 2,05 j.a., a jeden pełny obieg wokół macierzystej gwiazdy zajmuje jej 986 dni.